# Décembre 1885

## Événements
- 17 décembre : la reine Ranavalona III signe un traité d’alliance et de protectorat avec la France, qui lui reconnaît le titre de reine de Madagascar et la qualité de tutrice de l’île pour les relations extérieures. La France reçoit en échange la baie de Diego-Suarez, les îles Nossi-Bé et de Sainte-Marie.

- 22 décembre : un Premier ministre, Hirobumi Itō, est nommé par l'empereur du Japon. Création d’un cabinet solidaire. L'État adopte un système de gouvernement à l'occidentale.

- 28 décembre :
  - Fondation à Bombay du Congrès national indien (Indian National Congress) par des Indiens libéraux fortement anglicisés, sur l'initiative d'un Britannique, Allan Octavian Hume, retraité de l'Indian Civil Service. À l’origine un club de discussion pour gentlemen, se réunissant une fois par an, il va jouer un rôle de premier plan comme promoteur du nationalisme. Ses revendications portent sur l'élargissement de la participation des Indiens et sur d’autres questions d'ordre économique. Les leaders Surendranath Banerjea et Pherozeshah Mehta ont pour objectif essentiel d'influencer l'opinion britannique.
  - Réélection de Jules Grévy à la présidence de la république française.

## Naissances
- 5 décembre : Ernest Cormier, architecte.
- 15 décembre : Abram Ranovich, historien soviétique († 29 mai 1948).
- 18 décembre : Gina Palerme, actrice du cinéma muet († 26 décembre 1977).
- 20 décembre : Pierre-Gustave Paltz, peintre français († 18 décembre 1921).
- 21 décembre :
  - Marcel Cadolle, coureur cycliste français († 21 août 1956).
  - Henri de la Barre d'Erquelinnes, homme politique belge († 20 novembre 1961).

## Décès
- 25 décembre : Amaury-Duval, peintre français (° 16 avril 1808).